# ノックアラウンド・ガイズ
『ノックアラウンド・ガイズ』（原題：Knockaround Guys）は、2001年制作のアメリカ合衆国の映画。
『ラウンダーズ』の脚本家コンビ、ブライアン・コッペルマンとデヴィッド・レヴィーンが初監督したクライム・アクション映画。

## あらすじ
ニューヨーク・ブルックリンの裏社会を牛耳るマフィアのボス、ベニー“チェインズ”・デマレットの息子マティと、その仲間たちテイラー、ジョニー、クリスの4人は、鋼鉄よりも強い絆で結ばれていた。
そんなある日、彼らはマフィアとしての力量を試す絶好のチャンスとして、ベニーからファミリーの運命を左右する資金の回収を命じられる。
4人はやすやすと資金が詰め込まれたバッグを手に入れるが、帰路に立ち寄ったモンタナの空港で、その大切なバッグを紛失してしまう。48時間以内に金を取り戻さなければ、ボスの命はないため、彼らはバッグの行方を必死に探す。しかし、地元の保安官スタンは彼らを怪しみ、執拗に追う。一方、資金の奪回を確実に実行するため、重大な失敗を犯した者にマフィアの掟を思い知らせるため、4人のもとにベニーの片腕のテディが送り込まれてくる。
大金を巡る男たちのせめぎ合いは、やがて殺し合いのゲームへと発展していく。 

## キャスト
※括弧内は日本語吹替
- マティ・デマレット - バリー・ペッパー（森川智之）
- テイラー・リース - ヴィン・ディーゼル（乃村健次）
- ジョニー・マーブルス - セス・グリーン（村治学）
- クリス・スカルパ - アンドリュー・ダヴォリ（檀臣幸）
- テディ・デザーヴ - ジョン・マルコヴィッチ（土師孝也）
- ベニー“チェインズ”・デマレット - デニス・ホッパー（堀勝之祐）
- スタン・デッカー - トム・ヌーナン（伊藤和晃）
- ドニー・ウォード - ショーン・ドイル
- ビリー・クルーレス - アーサー・ナスカレッラ
- ブラッカー - ケヴィン・ゲイジ
- デッカー - クリス・レムシュ
- ボビー・ブールヴァード - マイク・スター

日本語吹替その他：宗矢樹頼、北川勝博、石住昭彦、相沢正輝、野島裕史、杉山大、島香裕、森谷恵利、山口眞弓、仮屋昌伸、甲斐田裕子、白熊寛嗣
日本語版制作スタッフ　演出：安江誠、翻訳：平田勝茂、調整：黒崎裕樹、制作：グロービジョン